# 16号弗吉尼亚州州道
維吉尼亞州16號公路（Virginia State Highway 16）是為美國維吉尼亞州西南部的重要公路之一，連接北卡州的北卡羅來納州16號公路和西維吉尼亞州16號公路，途經Troutdale、馬里昂(Marion)和Tazewell。1940年建成。全長124.85公里。